# Высокое (Верховажский район)
Высокое — деревня в Верховажском районе Вологодской области.
Входит в состав Нижне-Важского сельского поселения (до 2015 года входила в Наумовское сельское поселение), с точки зрения административно-территориального деления — в Наумовский сельсовет.
Деревня Высокое зарегистрирована 28 июля 2000 года, 28 июня 2003 года название утверждено Правительством РФ.
По переписи 2002 года население — 7 человек.